# Nuoto ai campionati europei di nuoto 2022 - Staffetta 4x100 metri stile libero maschile
La gara della staffetta 4x100 metri stile libero maschile ai Campionati europei di nuoto 2022 si è svolta il 14 agosto 2022. Al mattino si sono svolte le batterie, mentre la finale si è disputata nel pomeriggio.

## Podio
| Pos.    | Nazione       | Atleta |
| ------- | ------------- | --- |
| Oro     | Italia        | Alessandro Miressi Thomas Ceccon Lorenzo Zazzeri Manuel Frigo Alessandro Bori Filippo Megli Leonardo Deplano |
| Argento | Ungheria      | Nándor Németh Szebasztián Szabó Dániel Mészáros Kristóf Milák                                                |
| Bronzo  | Gran Bretagna | Jacob Whittle Matthew Richards Thomas Dean Edward Mildred                                                    |

## Record
Prima della manifestazione il record del mondo (RM), il record europeo (EU) e il record dei campionati (RC) erano i seguenti.
|  | 3'08"24 | Stati Uniti | 11 agosto 2008 Pechino  |
|  | 3'08"32 | Francia     | 11 agosto 2008 Pechino  |
|  | 3'10"41 | Russia      | 17 maggio 2021 Budapest |

## Risultati

### Batterie
| Pos. | Batteria | Corsia | Nazione       | Atleta                                                                                             | Tempo   | Note |
| ---- | -------- | ------ | ------------- | -------------------------------------------------------------------------------------------------- | ------- | ---- |
| 1    | 1        | 3      | Ungheria      | Nándor Németh (48"54) Szebasztián Szabó (48"54) Dániel Mészáros (48"70) Kristóf Milák (48"84)      | 3'14"62 | Q    |
| 2    | 2        | 1      | Italia        | Alessandro Bori (48"69) Filippo Megli (49"09) Leonardo Deplano (48"31) Manuel Frigo (48"91)        | 3'15"00 | Q    |
| 3    | 1        | 8      | Gran Bretagna | Edward Mildred (49"41) Jacob Whittle (48"01) Matthew Richards (49"00) Thomas Dean (48"60)          | 3'15"02 | Q    |
| 4    | 2        | 2      | Spagna        | Sergio de Celis (48"82) Carles Coll (48"99) Mario Mollà (49"48) Luis Domínguez (47"95)             | 3'15"24 | Q,   |
| 5    | 1        | 6      | Paesi Bassi   | Stan Pijnenburg (48"87) Jesse Puts (48"95) Luc Kroon (48"93) Sean Niewold (48"72)                  | 3'15"47 | Q    |
| 6    | 1        | 1      | Francia       | Charles Rihoux (49"04) Guillaume Guth (48"77) Thomas Piron (49"08) Julien Berol (49"24)            | 3'16"13 | Q    |
| 7    | 2        | 5      | Polonia       | Karol Ostrowski (49"42) Kamil Sieradzki (48"57) Konrad Czerniak (49"08) Mateusz Chowaniec (49"37)  | 3'16"44 | Q    |
| 8    | 1        | 2      | Ucraina       | Vladyslav Bukhov (49"90) Sergii Shevtsov (48"72) Illya Linnyk (48"84) Valentyn Nesterkin (49"05)   | 3'16"51 | Q    |
| 9    | 1        | 4      | Svezia        | Björn Seeliger (48"46) Robin Hanson (50"02) Elias Persson (49"57) Marcus Holmquist (49"42)         | 3'17"47 |      |
| 10   | 1        | 5      | Germania      | Peter Varjasi (49"05) Timo Sorgius (49"02) Sebastian Pierre-Louis (49"65) Björn Kammann (50"15)    | 3'17"87 |      |
| 11   | 2        | 0      | Romania       | David Popovici (47"85) George Stoica-Constantin (49"82) Patrick Dinu (50"20) Mihai Gergely (50"07) | 3'17"94 |      |
| 12   | 2        | 7      | Serbia        | Nikola Aćin (50"20) Andrej Barna (48"01) Uroš Nikolić (49"35) Uroš Živanović (50"59)               | 3'18"15 |      |
| 13   | 2        | 6      | Israele       | Denis Loktev (49"97) Ron Polonsky (49"08) Meiron Cheruti (49"22) Martin Kartavi (49"96)            | 3'18"23 |      |
| 14   | 1        | 7      | Lussemburgo   | Rémi Fabiani (49"74) Pit Brandenburger (49"76) Max Mannes (51"08) Julien Henx (50"34)              | 3'20"92 |      |
| 15   | 2        | 4      | Malta         | Matthew Galea (53"50) Rudi Spiteri (52"59) Raoul Stafrace (52"76) Thomas Wareing (54"63)           | 3'33"48 |      |
| 16   | 2        | 8      | Albania       | Zhulian Lavdaniti (53"25) Franc Aleksi (56"61) Even Qarri (58"83) Endi Kola (57"35)                | 3'46"04 |      |
| 17   | 2        | 3      | Grecia        | Apostolos Christou (50"59) Kristián Goloméev (48"38) Stergios Bilas Andreas Vazaios                | DSQ     |      |

### Finale
| Pos. | Corsia | Nazione       | Atleta                                                                                           | Tempo   | Note |
| ---- | ------ | ------------- | ------------------------------------------------------------------------------------------------ | ------- | ---- |
|      | 5      | Italia        | Alessandro Miressi (47"76) Thomas Ceccon (47"88) Lorenzo Zazzeri (47"60) Manuel Frigo (47"26)    | 3'10"50 |      |
|      | 4      | Ungheria      | Nándor Németh (47"86) Szebasztián Szabó (48"42) Dániel Mészáros (48"91) Kristóf Milák (47"24)    | 3'12"43 |      |
|      | 3      | Gran Bretagna | Jacob Whittle (48"72) Matthew Richards (47"88) Thomas Dean (47"74) Edward Mildred (48"36)        | 3'12"70 |      |
| 4    | 6      | Spagna        | Sergio de Celis (48"41) Luis Domínguez (47"89) Mario Mollà (49"30) Carles Coll (48"13)           | 3'13"73 |      |
| 5    | 2      | Paesi Bassi   | Stan Pijnenburg (48"99) Jesse Puts (48"70) Luc Kroon (49"09) Sean Niewold (48"97)                | 3'15"75 |      |
| 6    | 8      | Ucraina       | Vladyslav Bukhov (49"46) Sergii Shevtsov (48"51) Illya Linnyk (48"73) Valentyn Nesterkin (49"24) | 3'15"94 |      |
| 7    | 1      | Polonia       | Ksawery Masiuk (49"41) Kamil Sieradzki (48"85) Konrad Czerniak (49"04) Karol Ostrowski (48"67)   | 3'15"97 |      |
| 8    | 7      | Francia       | Maxime Grousset (47"69) Guillaume Guth Charles Rihoux Hadrien Salvan                             | DSQ     |      |